# کراسنی خلبوروب (آدیغیه)
کراسنی خلبوروب (به لاتین: Krasny Khleborob) یک منطقهٔ مسکونی در روسیه است که در آدیغیه واقع شده‌است.